# Michael Baigent
Michael Baigent est un écrivain néo-zélandais, né en Nouvelle-Zélande le 27 février 1948 et mort à Brighton (Angleterre) le 19 juin 2013 . Il a obtenu un diplôme de psychologie de la Canterbury University à Christchurch. Depuis 1976, il vit au Royaume-Uni. Il a écrit Ancient Traces et From the Owens of Babilon. Il s'est associé aux auteurs Richard Leigh et Henry Lincoln pour écrire deux best-seller internationaux, The Holy Blood and the Holy Grail (L'Énigme sacrée) et sa suite The messianic legacy (Le message). 
En collaboration avec Richard Leigh, il a écrit The Temple and the lodge (Des templiers aux francs-maçons), The dead sea scrolls, Secret Germany et The Elixir and the Stone. Leur dernier livre est The Inquisition.

### Coécrit avecRichard Leigh
- The Temple and the Lodge  (ISBN 0-552-13596-8)
- The Dead Sea Scrolls Deception
- The Elixir and the Stone: The Tradition of Magic and Alchemy
- Secret Germany: Claus Von Stauffenberg and the Mystical Crusade Against Hitler
- The Inquisition

### Coécrit avecRichard LeighetHenry Lincoln
- L'Énigme sacrée, (The Holy Blood and the Holy Grail, 1982, UK  (ISBN 0-09-968241-9))
- Le message (The Messianic Legacy, 1986)

### Coécrit avec d'autres auteurs
- Mundane Astrology: Introduction to the Astrology of Nations and Groups (coécrit avec Nicholas Campion et Charles Harvey)
- In Search of the Holy Grail and the Precious Blood: A Traveler's Guide to the Sites and Legends of the Holy Grail (coécrit avec Ean Begg, Deike Rich, et Deike Begg)